# 阿里昆莎机场
阿里昆莎機場（藏語：མངའ་རིས་དགུན་ས་གནམ་གྲུ་ཐང་，威利转写：mnga' ris dgun sa gnam gru thang）是中國西藏自治區阿里地區的一個4D級军民两用機場，位於阿里地區行政公署驻地獅泉河鎮西南。海拔4,271公尺，高度次于四川的稻城亚丁机场，以及西藏的昌都邦達機場和日喀则定日机场，是全球第四高机场。
阿里机场塔台负责机场地面、跑道及周围海拔10000米以下空域。由于其周围空域位于乌鲁木齐飞行情报区内，因此其空域其他用户相关的航行通告由中国民航新疆空管局空管中心飞行服务中心转发，涉及机场的航行通告由西南空管局飞服中心转发

## 交通
- 民航大巴车发车地点：阿里地区狮泉河镇滨河南路民航小区大门口。
- 民航大巴发车时间：根据阿里昆莎机场出港航班情况发车，发车时间为早上07:20、09:15。

## 航空公司與目的地
2025夏秋航季
| 航空公司     | 目的地                                 |
| ------------ | -------------------------------------- |
| 西藏航空     | 拉萨、喀什、莎车、西宁 (经停喀什/莎车) |
| 祥鹏航空     | 喀什、乌鲁木齐 (经停喀什)              |
| 中国东方航空 | 喀什、西安 (经停喀什)                  |